# UCI World Tour 2011
UCI World Tour 2011 – 3. edycja cyklu szosowych wyścigów kolarskich o najwyższej randze w klasyfikacji UCI. Cykl UCI World Tour powstał w 2011 jako kontynuacja po połączeniu cyklu UCI ProTour i rankingu UCI World Ranking. Seria rozpoczęła się 18 stycznia w Australii wyścigiem Tour Down Under, a zakończyła 15 października klasycznym włoskim Giro di Lombardia. Tour de Pologne – najważniejszy wyścig kolarski w Polsce, także znalazł się w programie.
W kalendarzu na sezon 2011 figurowało 27 wyścigów (14 wieloetapowych i 13 jednodniowych). Prawo startu miało 18 zespołów zawodowych.

## Drużyny[2]
| Kod UCI | Zespół                 | Siedziba          | Oficjalna strona |
| ------- | ---------------------- | ----------------- | ---------------- |
| ALM     | Ag2r-La Mondiale       | Francja           |                  |
| AST     | Pro Team Astana        | Kazachstan        |                  |
| BMC     | BMC Racing Team        | Stany Zjednoczone |                  |
| EUS     | Euskaltel-Euskadi      | Hiszpania         |                  |
| GRM     | Garmin-Cervélo         | Stany Zjednoczone |                  |
| KAT     | Team Katusha           | Rosja             |                  |
| LAM     | Lampre-ISD             | Włochy            |                  |
| LEO     | Team Leopard-Trek      | Luksemburg        |                  |
| LIQ     | Liquigas-Cannondale    | Włochy            |                  |
| MOV     | Movistar Team          | Hiszpania         |                  |
| OLO     | Omega Pharma-Lotto     | Belgia            |                  |
| QST     | Quickstep Cycling Team | Belgia            |                  |
| RAB     | Rabobank Cycling Team  | Holandia          |                  |
| RSH     | Team RadioShack        | Stany Zjednoczone |                  |
| SBS     | Saxo Bank SunGard      | Dania             |                  |
| SKY     | Sky ProCycling         | Wielka Brytania   |                  |
| THR     | HTC-Highroad           | Stany Zjednoczone |                  |
| VCD     | Vacansoleil-DCM        | Holandia          |                  |

## Klasyfikacje końcowe

### Klasyfikacja indywidualna
| M-ce | Imię i nazwisko   | Kraj            | Drużyna            | Pkt |
| ---- | ----------------- | --------------- | ------------------ | --- |
| 1.   | Philippe Gilbert  | Belgia          | Omega Pharma-Lotto | 718 |
| 2    | Cadel Evans       | Australia       | BMC Racing Team    | 574 |
| 3    | Alberto Contador  | Hiszpania       | Saxo Bank SunGard  | 471 |
| 4    | Joaquim Rodríguez | Hiszpania       | Team Katusha       | 436 |
| 5    | Michele Scarponi  | Włochy          | Lampre ISD         | 357 |
| 6    | Tony Martin       | Niemcy          | HTC-Highroad       | 349 |
| 7    | Samuel Sánchez    | Hiszpania       | Euskaltel-Euskadi  | 307 |
| 8    | Bradley Wiggins   | Wielka Brytania | Sky ProCycling     | 289 |
| 9    | Daniel Martin     | Irlandia        | Garmin-Cervélo     | 286 |
| 10   | Fränk Schleck     | Luksemburg      | Leopard Trek       | 284 |

### Klasyfikacja drużynowa
| M-ce | Drużyna               | Pkt  |
| ---- | --------------------- | ---- |
| 1.   | Omega Pharma-Lotto    | 1099 |
| 2    | Sky ProCycling        | 1059 |
| 3    | Leopard Trek          | 1024 |
| 4    | HTC-Highroad          | 886  |
| 5    | BMC Racing Team       | 877  |
| 6    | Garmin-Cervélo        | 808  |
| 7    | Lampre ISD            | 784  |
| 8    | Liquigas-Cannondale   | 779  |
| 9    | Saxo Bank SunGard     | 696  |
| 10   | Rabobank Cycling Team | 673  |

### Klasyfikacja krajów
| M-ce | Kraj              | Pkt  |
| ---- | ----------------- | ---- |
| 1.   | Hiszpania         | 1427 |
| 2    | Belgia            | 1184 |
| 3    | Włochy            | 1172 |
| 4    | Australia         | 1082 |
| 5    | Wielka Brytania   | 947  |
| 6    | Niemcy            | 798  |
| 7    | Holandia          | 693  |
| 8    | Stany Zjednoczone | 551  |
| 9    | Luksemburg        | 536  |
| 10   | Szwajcaria        | 470  |